# Baikonur (Film)
Baikonur ist ein Film aus dem Jahr 2011, der in deutsch-russisch-kasachischer Koproduktion unter der Regie von Veit Helmer entstand.

## Handlung
Der Waisenjunge Iskander, der wegen seiner Begeisterung für die Raumfahrt von allen „Gagarin“ genannt wird, lebt in einem kleinen kasachischen Dorf nahe dem Weltraumbahnhof Baikonur. Er berechnet durch abgehörte Funksprüche die Flugbahn der startenden Raketen. Mit seiner Hilfe leben die Bewohner des Dorfes von der Bergung des Weltraumschrotts, der nach den Raketenstarts vom Himmel fällt. Die junge Nazira – ebenfalls eine Waise – ist in Iskander verliebt, kann ihm ihre Gefühle hinter ihrer temperamentvollen Art und bodenständigen Lebensweise nicht offenbaren. Eines Tages findet Iskander die französische Weltraumtouristin Julie, die nach einer missglückten Landung ihr Gedächtnis verloren hat. Nach einem Gesetz der Steppe gilt: „Was vom Himmel fällt, darf man behalten“. Und so behält Iskander Julie als seine Braut. Doch sein Schwindel fliegt bald auf und sie verlässt ihn. Iskander sucht sich daraufhin Arbeit in Baikonur und wird dort schon bald als Testpilot trainiert. Dort trifft er Julie wieder, die sich auf ihren nächsten Weltraumflug vorbereitet. Er sabotiert ihren Start und arrangiert in der nun freien Zeit ein Treffen mit ihr. Sie verzeiht ihm, sagt ihm jedoch, dass ihre Liebe allein den Sternen gilt. Iskander verlässt Baikonur und kehrt als Schafzüchter in sein Dorf zurück, in dem Nazira auf ihn wartet.

## Kritiken
Der Film fand in der Presse ein geteiltes Echo. Zum einen wurde die Poesie, in der Helmer eine Art modernes Märchen inszeniert, gelobt. Zum anderen wurde die Verhaftung in klassischen Klischees und die unreflektierte Darstellung kritisiert.
Der film-dienst urteilte in seiner Septemberausgabe 2011 über Baikonur: „Die allesamt sehr authentisch wirkenden Schauspieler und Laiendarsteller halten den magischen Realismus der Geschichte amüsant am Leben, den auch der Soundtrack unaufdringlich aufgreift. Etwas enttäuscht ist man nur, weil Helmer seinen Kameramann nicht allzu oft in jenen Leinwand-füllenden Tableaus schwelgen lässt, die seine Filme bisher so unverwechselbar machten.“

## Trivia
- Erstmals durfte ein Spielfilm in Baikonur unter abenteuerlichen Bedingungen gedreht werden.[6]
- Marie de Villepin, die Darstellerin der Julie, ist die Tochter des ehemaligen französischen Regierungschefs Dominique de Villepin. Sie arbeitet, auch bekannt unter dem Namen Marie Steiss, als Model.